# Olmillos de Muñó
Olmillos de Muñó es un municipio de España, en la provincia de Burgos, comunidad autónoma de Castilla y León. Tiene un área de 7,04 km² y una población de 36 habitantes, de los cuales 21 son hombres y 15 mujeres en 2021. Su densidad es de 8,91 hab/km². Esta localidad se encuentra a 30 kilómetros de la capital de provincia, la ciudad de Burgos, y pertenece a la Comarca del Arlanza. Su código postal es compartido con varios municipios cercanos como Mazuela, Ciadoncha o Presencio y se coloca detrás del código de Burgos: (09)228. Su partido judicial es el del municipio de Lerma, situado a más de 30 kilómetros. El municipio se organiza bajo régimen de pleno con ayuntamiento local y tres concejales, siendo uno de ellos el alcalde.

## Historia

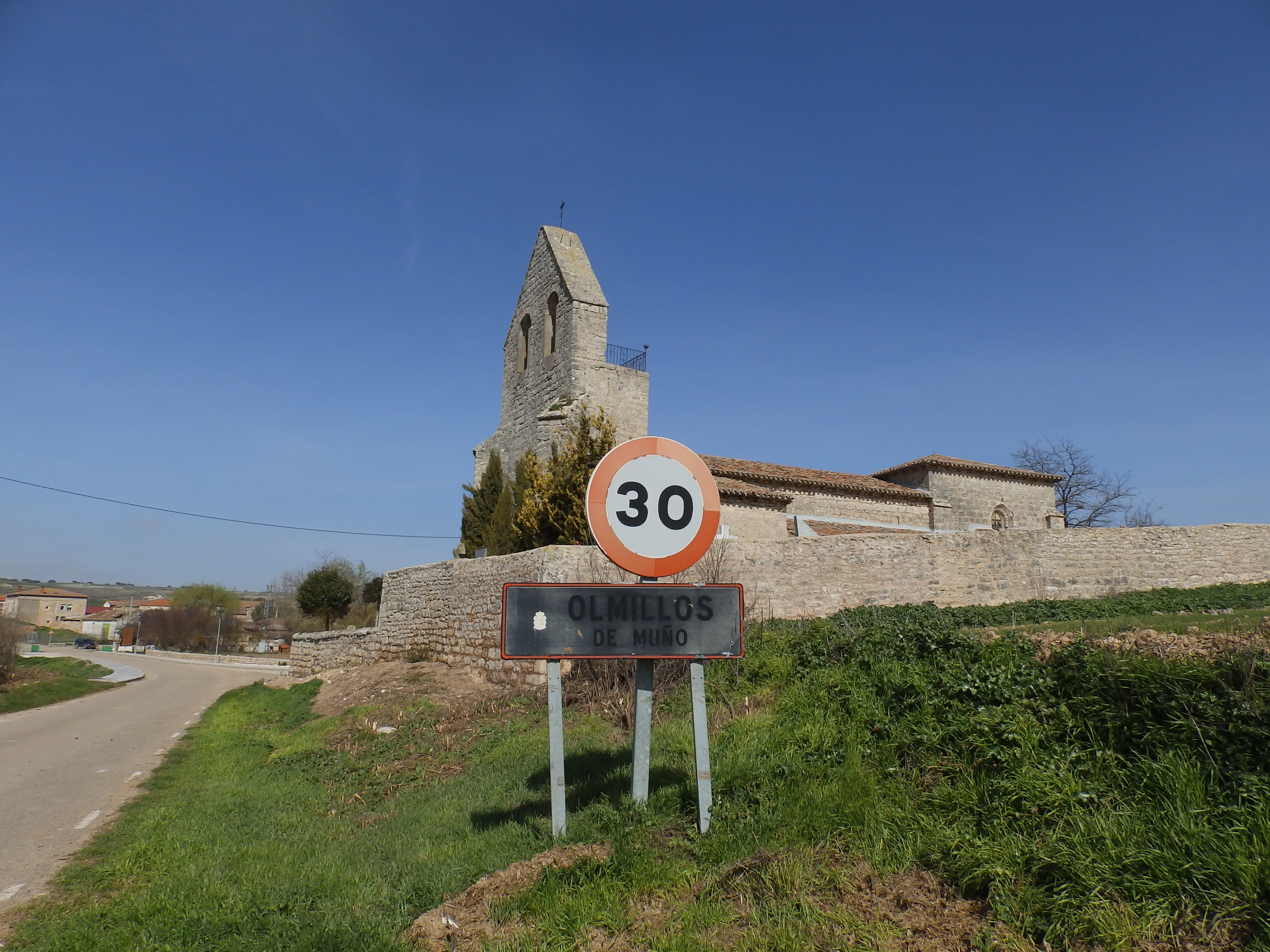
Iglesia y cartel con el nombre del municipio de Olmillos de Muñó

Olmillos de Muñó, villa situada entre los municipios de Pampliega y Mazuela, formó parte del Condado de Castilla, englobado en la unidad administrativa de Campo de Muñó, más tarde en el Alfoz de Muñó y después en la Merindad menor de Muñó. Actualmente figura en la Comarca del Arlanza.

Este pequeño municipio se manifestaba por escrito por primera vez en un documento datado de 18 de marzo de 1068 el cual recoge: "...in Olmiellos cellam Sante Columbre"
Serrano, Luciano (1906). «I. Colección diplomática de San Salvador de El Moral». Fuentes para la historia de Castilla / por los PP. Benedictinos de Silos. Valladolid: Cuesta. p. 7.

El 21 de diciembre de 1257, el monarca Fernando III emite una carta donde dona varios municipios del Alfoz de Muñó, a saber: “Estépar, Olmillos, Perros, Barrio...” , al Monasterio de Las Huelgas y al Hospital del Rey (Burgos). Hasta principios del siglo XIII, estos territorios habían estado bajo el mando de don Martín Pérez, don Fernando Gutiérrez y los hermanos Fernando Pérez y María Fernández. No obstante, en el momento de la donación del monarca castellano, ya habían sido transferidos a la abadesa de  Las Huelgas, doña Sancha. En dicho escrito, el rey alegaba que los ciudadanos de las villas otorgadas deberían pagar a sus nuevos propietarios “del mismo modo que estarían obligados a pagar al rey de Castilla”. Sin embargo, en 1262, la abadesa doña Eva, tras conseguir el apoyo del convento de Las Huelgas, disminuyó la contribución obligatoria de Olmillos de Muñó. A modo de agradecimiento, los habitantes de la villa decidieron donar a la abadesa un majuelo en el cual trabajarían por 6 años.
Durante el abadengo del municipio, fueron numerosos los intentos de abuso por parte de los nobles de la época. Uno de ellos fue don Pedro Fernández al adueñarse de los tributos de los vecinos de Olmillos de Muñó, entre otros. Ante esta presión, los habitantes de las villas comenzaron a protestar. Olmillos de Muñó consiguió, en 1502, alzar sus quejas al rey: la villa comenzaba a despoblarse. En el siglo XVIII, el municipio figuraba en régimen de realengo, por lo que pasó a ser dominio directo del rey castellano. Sin embargo, el catastro del marqués de la Ensenada, datado de 1750, recoge a Olmillos de Muñó como una de las villas todavía relacionadas con el monasterio de Las Huelgas. De este modo, el municipio contaba con territorios propiedad de las Cofradías de la Cruz, del Rosario, del Santísimo y de Animas. En consecuencia, los beneficios de la producción de dichos campos eran utilizados para los costes de los Oficios Religiosos de la iglesia municipal y obras de caridad.

## Demografía
Olmillos de Muñó cuenta con una población de 40 habitantes (INE 2024).
| Gráfica de evolución demográfica de Olmillos de Muñó entre 1842 y 2021                                                |
| |
| Población de derecho según los censos de población del INE. Población de hecho según los censos de población del INE. |

## Patrimonio

### Iglesia de La Asunción de Nuestra Señora
La iglesia de La Asunción de Nuestra Señora es calificada artísticamente en la corriente arquitectónica del gótico tardío con elementos renacentistas datada entre los siglos XIV y XV. El templo se encuentra en la zona oriental del pueblo en la entrada de la villa por la carretera Pampliega-Presencio desde Mazuela. Su entrada principal se encuentra orientada a poniente y está formada por angostos arcos de descarga en el muro septentrional. La iglesia contaba con tres naves, sin embargo, en el siglo XVIII, una de ellas se derrumbó. Las piedras sillares resultantes del derrumbe, pueden visitarse en el frontón de Pampliega. Desde el incidente, la nave principal sirvió para el acto de la eucaristía y la segunda de trastero. No obstante, en 1987 se realizaron una reformas de reacondicionamiento para utilizar ambos espacios para alojar los bancos de los feligreses. 
La estructura del templo se sostiene sobre arcos de medio punto y columnas que se convierten en los nervios de las múltiples bóvedas con las que cuenta la iglesia, una de ellas es la denominada como "la del sotocoro". Asimismo, se puede encontrar un sepulcro de fecha, procedencia y autor desconocido al extremo derecho del altar. La estatua yacente viste prendas eclesiásticas y la base cuenta con relieves en piedra de escenas bíblicas: la Anunciación, el Calvario y el Juicio Final. Por otro lado, situado al extremo izquierdo del presbiterio, se encuentra una talla de San Jerónimo en el desierto. Por último, cabe destacar que en la entrada exterior del templo se encuentra una fuente cuyo manantial cruza el subsuelo de la nave principal.

#### Retablos
La iglesia cuenta con tres retablos: uno tras el altar y dos en los laterales de la zona de bancos. Las tres piezas formaban una sola en el Monasterio Jerónimo. No obstante, en el año 1867, esta talla se trasladó a Olmillos de Muño y, debido a su gran tamaño, un carpintero, un albañil y dos peones debieron adaptarlo a su nueva localización. Esta obra, en su forma original, contaba con mayor altura; sin embargo, durante la remodelación se tuvo que recortar a causa de los techos bajos del templo. Este mueble foráneo fue creado a finales del siglo XVII bajo el estilo barroco clasicista de los artistas Policarpo de la Nestosa y Juan de los Pobes.
El Retablo Mayor consta de dos relieves: Adoración de los Magos y la Circuncisión, situadas en los extremos del sagrario, sobre el cual se localiza una escultura de la Virgen de la Antigua. Sin embargo, los datos de este espacio no corresponden con los del resto de la obra, por lo que se especula sobre la posible sustitución de esta parte del retablo original por razones desconocidas. En la zona superior del retablo encontramos la escena barroca Cristo en la Cruz con la Virgen María y San Juan; y, a cada extremo, dos monjas desconocidas pertenecientes posiblemente a la orden jerónima. Además, el remate superior final consta de una tabla policromada del Padre Eterno y cuatro ángeles.
Los retablos laterales pasaron por el mismo proceso de adaptación que el Retablo Mayor, localizándose en el extremo izquierdo de la nave principal de la iglesia (2021). Estos, además, se ajustaron a los arcos de la pared septentrional. Estos retablos menores escenifican la Anunciación y el Nacimiento. Asimismo, se conservan dos santos cristos y el cáliz-custodia para la eucaristía, datados de la misma época que los retablos.

#### Estelas funerarias
Jacinto Campillo Cueva en su artículo Las estelas medievales del interfluvio de los cursos bajos del Arlanzón y Arlanza señala que el uso de estelas en los recintos cementeriales que rodean los templos era una costumbre cristiana muy extendida por algunas zonas geográficas. Cita la localización de dos focos estilísticos importantes en esta zona: Olmillos de Muñó y Hontoria de Riofranco.En ellos se ha encontrado un mayor número de piezas de características privativas y diferenciadas entre los mismos a pesar de que ambos trabajen un mismo tipo de estela funeraria de cabecera discoidea y anepigráfica.
El núcleo de Olmillos de Muñó destaca por la labra de estelas de un mayor peso y volumen, con discos de 35-40 cm de diámetro y de unos 20 cm de grosor. Las piezas se encuentran reutilizadas como elementos decorativos encima de la barbacana del antiguo cementerio actual. Generalmente, el disco presenta un reborde periférico, a veces muy abultado, dentro del cual se disponen los motivos ornamentales. Aunque predominan los temas cruciformes de filiación cristiana, estos coexisten con otros de tradición pagana (evidentes sobre todo en las rosáceas hexapétalas) u originales, propios de la inventiva del cantero.
El núcleo de Olmillos de Muñó ofrece una mayor originalidad que el de Hontoria de Riofranco, sobre todo en cuanto al repertorio ornamental y al tratamiento de los cantos. Pero también se observa una mayor heterogeneidad como se deduce del empleo de una mayor diversidad de técnicas. 
La cronología de estas muestras funerarias no es fácil de precisar. Tanto en un caso como en otro, su datación a finales del siglo XII y principios del XIII es incontestable (Bohígas y Periil, 1985), ya que muchas de ellas están vinculadas a construcciones de estilo románico.

### Rollo jurisdiccional

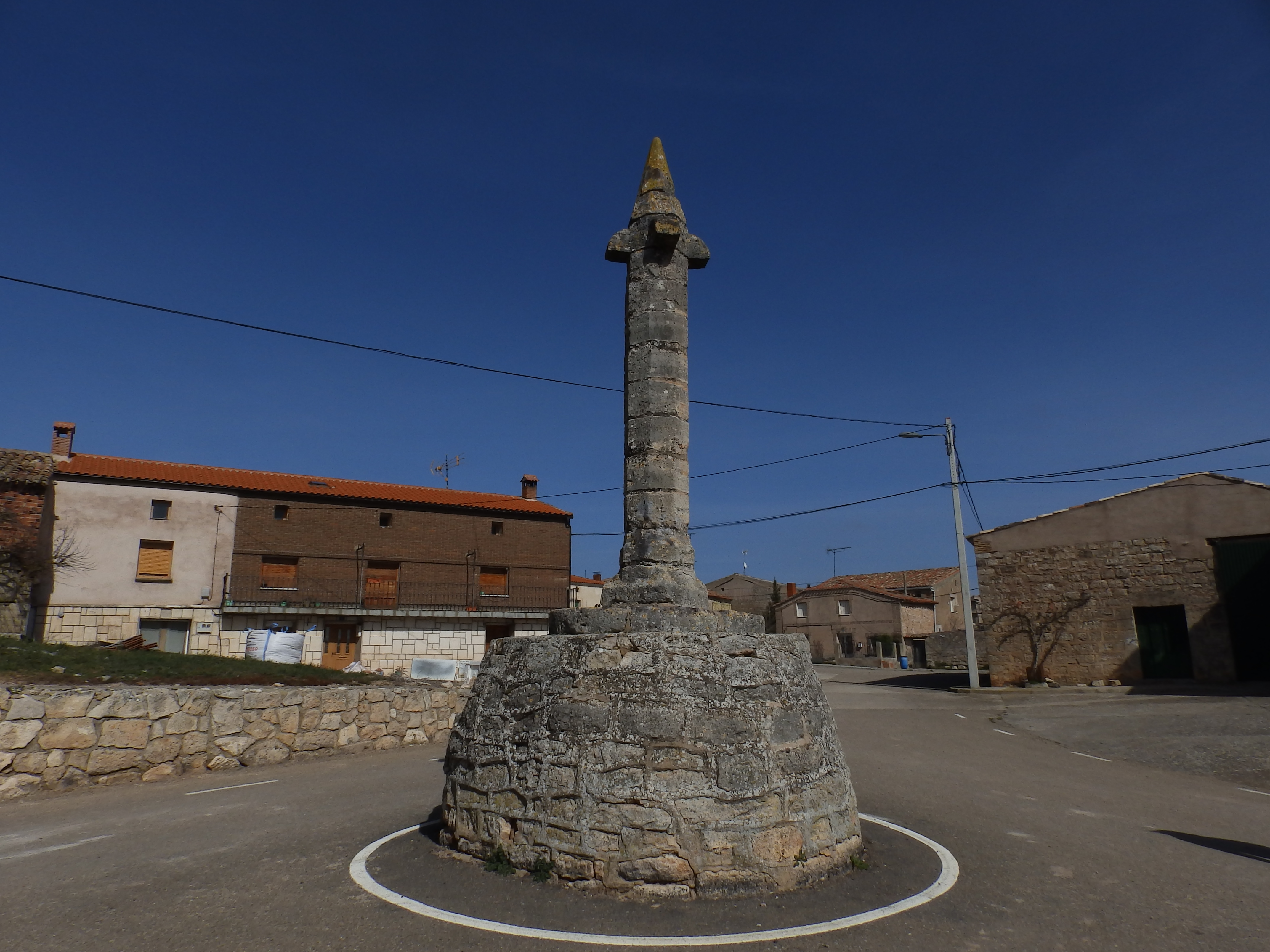
El Rollo o picota de Olmillos de Muñó a la entrada de la plaza San Roque

Esta obra arquitectónica, también conocida como picota, era utilizada por el cargo jurisdiccional para aplicar los castigos a los condenados. El rollo de Olmillos de Muñó guarda gran similitud con el de barrio de Muñó, por lo que se cree que fueron construidos en el mismo periodo de tiempo, posiblemente durante el abadengo de ambas villas con el Monasterio de Las Huelgas (Burgos). La estructura consta de una torre octogonal rematada por un elemento apiramidado, todo ello sostenido sobre una base circular de grandes dimensiones. En 2021, se localiza a la entrada de la plaza de San Roque, en la carretera Pampliega-Presencio.

## Fiestas patronales
Último sábado de mayo
La bendición de los campos de cereales en Castilla y León es una de las tradiciones más comunes, sin embargo, en muchos casos se ha ido perdiendo con el éxodo de los habitantes de entornos rurales a las grandes ciudades. En Olmillos de Muñó, el último sábado de mayo, se realizaba una procesión portando la figura de Nuestra Señora de la Antigua, situada encima del sagrario de la iglesia, la cual terminaba con la consagración de las tierras. Sin embargo, esta festividad no se realiza en el año 2021.
| {{{descripción}}}            | {{{descripción}}}             | {{{descripción}}} |
| Nuestra Señora de la Antigua | Nuestra Señora de La Asunción | San Luis Gonzaga  |

### San Luis Gonzaga
El día del inicio de verano, el municipio venera a San Luis Gonzaga, patrono del pueblo, cuya talla se puede visitar a un extremo del altar en la iglesia de La Asunción de Nuestra Señora. Durante la fiesta, los jóvenes de Olmillos de Muñó portan dicha figura adornada con flores. No obstante, con la progresiva pérdida de juventud en el pueblo, en el año 2021 la marcha no se realiza, sino que se ha convertido en una festividad social, con música y comidas familiares.

### Asunción de la Virgen (15 de agosto)
La patrona y titular del pueblo de Olmillos de Muñó, es la Virgen de la Asunción y su festividad es el 15 de agosto. La misa, la música y las comidas familiares son los actos de celebración de esta jornada.

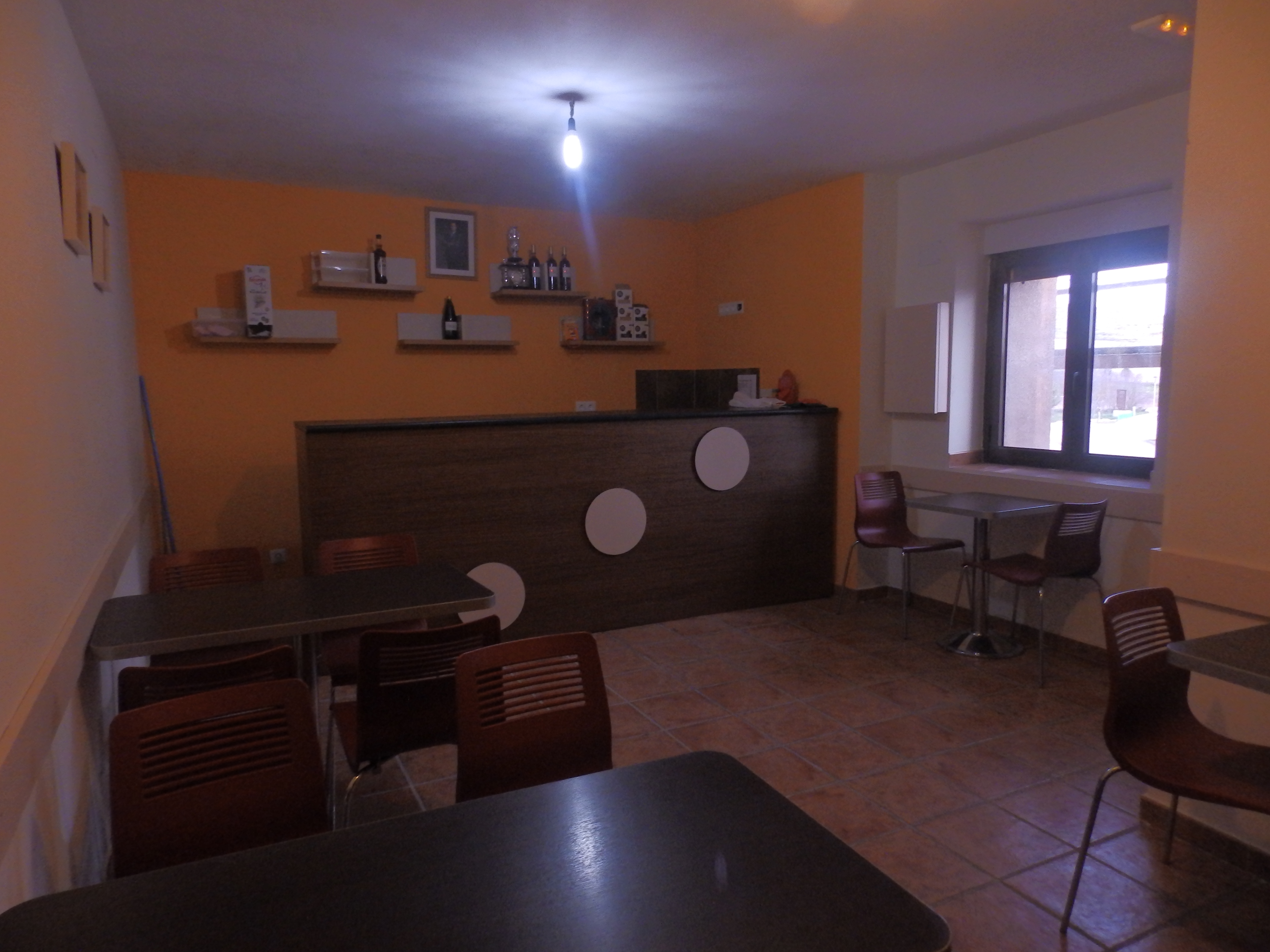
Una de la salas de la sede de Amigos de Olmillos de Muñó

## Asociaciones municipales
Asociación Amigos de Olmillos de Muñó
El 2 de marzo del 1995, varios vecinos del pueblo crearon una asociación vecinal denominada "Amigos de Olmillos de Muñó", inscribiéndose con el número 1.945 en el Registro de Asociaciones de la Delegación Territorial de Burgos de la Junta de Castilla y León. Para hacer oficial su registro, debieron abonar 695 pesetas. En el acta fundacional de la asociación figuran como objetivos la realización de actividades culturales (proyecciones, ponencias), recreativas (excursiones, organización de fiestas municipales) y sociales. Además, en el acta se recoge la primera Junta Directiva formada por un presidente, un secretario, un tesorero/vocal y una vocal. Asimismo, el documento establece como criterio de inscripción el nacimiento en dicha localidad o la existencia de un vínculo familiar con alguien nacido en Olmillos de Muñó. Esta documentación fue entregada junto a los estatutos a la Delegación Territorial para su registro. Por último, la asociación cuenta con la cesión de parte del edificio consistorial de Olmillos de Muñó para el desarrollo de sus actividades. Este espacio fue cedido por el ayuntamiento del municipio mediante un contrato administrativo donde el alcalde traspasa el uso de parte del edificio público, el cual sigue siendo propiedad del ayuntamiento, para la implantación de la sede al presidente de la asociación de forma gratuita en 1996.